# ديفينوكسيلات/أتروبين
ديفينوكسيلات/الأتروبين المعروف أيضًا باسم كوفينوتروب، هو مُركب من الأدوية ديفينوكسيلات والأتروبين، يُسْتخدم لعلاج الإسهال. لا ينبغي أن تستخدم لمن يعانون من عدوى المطثية العسيرة. يؤخذ هذا الدواء عن طريق الفم. يبدأ مفعول الدواء عادةً في غضون ساعة.
قد تشمل الآثار الجانبية آلام البطن، والوذمة الوعائية، والزرق، ومشاكل القلب، والشعور بالتعب، وجفاف الفم، وتشوش الرؤية. من غير الواضح ما إذا كان الاستخدام أثناء الحمل آمنًا، قد يؤدِّي استخدامه أثناء الرضاعة الطبيعية إلى آثار جانبية للطفل. يعمل عن طريق تقليل تقلصات الأمعاء.
تمت الموافقة على التركيبة للاستخدام الطبي في الولايات المتحدة في عام 1960. وهو متوفر كدواء عام وبدون وصفة طبية. في الولايات المتحدة تَكلِفة الجُملة لكل جرعة هي 0.31 دولار أمريكي. في عام 2016، كان الدواء رقم 298 الأكثر وصفًا في الولايات المتحدة بأكثر من مليون وصفة طبية.  يباع تحت اسم العلامة التجارية لوميتيل وغيرها. الدواء مدرج ضمن الجدول الخامس في الولايات المتحدة. 

## موانع الاستعمال
موانع مؤكدة:
- حساسية من ديفينوكسيلات أو أتروبين.
- الإسهال المرتبط بالتهاب الأمعاء والقولون الغشائي الكاذب، والإسهال الناجم عن العلاج بالمضادات الحيوية، أو الإسهال الناجم عن البكتيريا المنتجة للسموم المعوية. [بحاجة لمصدر]
- مرض اليرقان [بحاجة لمصدر]

## الآثار الجانبية
تركيبة الدواء آمنة بشكل عام للاستخدام على المدى القصير وبجرعة موصى بها. في الجرعات المستخدمة لعلاج الإسهال، سواء كان حاد أو مزمن، لا يسبب ديفينوكسيلات الإدمان.
قد يسبب العديد من الآثار الجانبية، مثل جفاف الفم والصداع والإمساك وتشوش الرؤية. نظرًا لأنه قد يسبب أيضًا النعاس أو الدوخة، فلا ينبغي استخدامه من قبل سائقي السيارات ومشغلي الآلات الخطرة وما إلى ذلك. لا يوصى به للأطفال دون سن الثانية.

## التفاعلات
التفاعلات مع الأدوية الأخرى:
- مضادات الاكتئاب (مثل ايلافيل، بروزاك)
- مثبط أكسيداز أحادي الأمين (مثل نارديل، بارنات) [بحاجة لمصدر]
- المسكنات الأفيونية
- المهدئات (مثل:أمبين، سوناتا) [7]

يمكن أن يتفاقم الإسهال الناجم عن بعض المضادات الحيوية مثل سيفاكلور، الاريثروميسين أو التتراسيكلين. [بحاجة لمصدر]

## تسمم
قد يسبب مشاكل صحية خطيرة عند تناول جرعة زائدة . قد تتضمن علامات وأعراض التأثيرات الضائرة أيًا أو أكثر مما يلي: التشنجات، اكتئاب الجهاز التنفسي (بطء أو توقف التنفس)، حدقة العين المتوسعة، الرأرأة (حركات العين السريعة)، حمامي ( احمرار الجلد)، الإمساك المعدي المعوي والغثيان والقيء وتغلف المعوي وعدم انتظام دقات القلب (النبض السريع) والنعاس والهلوسة. قد تستغرق أعراض السمية ما يصل إلى 12 ساعة لظهور.
يجب البدء في علاج الجرعة الزائدة فورًا بعد التشخيص ويمكن أن يشمل ما يلي: تناول الفحم المنشط والملين والأدوية المضادة (خصم المخدرات).

## آلية العمل
ديفينوكسيلات هو مضاد للإسهال والأتروبين مضاد للكولين. توجد كمية تحت العلاجية من كبريتات الأتروبين لتثبيط الجرعة الزائدة المتعمدة. لا يحتوي الأتروبين على خصائص مضادة للإسهال، ولكنه يسبب تسرع القلب عند الإفراط في استخدامه. يعمل الدواء ديفينوكسيلات عن طريق إبطاء حركة الأمعاء. في بعض الحالات، ثبت أنه يخفف من أعراض انسحاب الأفيون.

## المجتمع والثقافة

### الأسماء
الاسم العام لحظر بالمملكة المتحدة لديفينوكسيلات والأتروبين هو كوفينوتروب.
 
اعتبارًا من عام 2018، يتم تسويق التركيبة الدوائية في الولايات المتحدة وبعض البلدان الأخرى تحت العلامات التجارية التالية: أتريدول وأترولات وأتروتيل وكونوتروب ودموتل وديموتيل وإنتارد ولوجين ولومانات ولوموتيل ولونوكس ورياسيك.

### الوضع القانوني
في الولايات المتحدة، تصنف هذه التركيبة على أنها مادة خاضعة للرقابة ضمن الجدول الخامس بموجب القانون الفيدرالي، وهي متاحة فقط لغرض طبي.

## روابط خارجية
- معلومات المخدرات من NIH